# Patricia Barry
Pour les articles homonymes, voir Barry.
Patricia Barry, née Patricia White le 16 novembre 1922 à Davenport dans l'Iowa, et morte le 11 octobre 2016 à Los Angeles en Californie, est une actrice américaine.

## Biographie

### Carrière
Patricia Barry commence sa carrière sous le nom de Patricia White et gardera ce nom jusqu'en 1950.

### Décès
Elle meurt le 11 octobre 2016 à Los Angeles, en Californie, aux États-Unis, à l'âge de 93 ans.

## Filmographie

### Cinéma
- 1989 : Mélodie pour un meurtre d'Harold Becker (une vieille dame)
- 1983 : La Quatrième Dimension de John Landis, Steven Spielberg, Joe Dante et George Miller (la mère)
- 1964 : Ne m'envoyez pas de fleurs de Norman Jewison (Linda)
- 1949 : Le Maître du gang de Joseph H. Lewis (Muriel Gordon)
- 1948 : Le naufrage de l’Hespérus de John Hoffman (Deborah Allen)
- 1947 : Le Loup des sept collines de Peter Godfrey (Angelina)
- 1947 : L'Homme que j'aime (The Man I Love'') de Raoul Walsh
- 1946 : La Bête aux cinq doigts de Robert Florey (Clara)

### Télévision
- 2001 : Providence (saison 4, épisode 9) (Margery York-Gladwell)
- 1989 et 1994 : Arabesque (saison 5, épisode 9 : Mme Pentworth ; saison 11, épisode 7 : Mélanie Venable)
- 1991 : Rick Hunter (saison 7, épisode 19) (Adele Hauser)
- 1991 : Dallas (saison 14, épisode 10) (Janine)
- 1991 : Côte Ouest (saison 12, épisode 13) (une femme)
- 1986 : Simon et Simon (saison 6 épisode 3) (Eleanor Finley)
- 1981 : La Force du destin (Peg English)
- 1980 : Quincy (saison 6, épisode 4) (Docteur Hotchkiss)
- 1977 : Drôles de dames (saison 2, épisode 3) (Millicent)
- 1975 : Columbo (saison 4, épisode 5) (Francine)
- 1975 : Sergent Anderson : (saison 1, épisode 18) (Mme Fontaine)
- 1969 : Mannix (saison 2, épisode 15) (Claire Hanley)
- 1968 : L'Homme de fer (saison 2, épisode 7) (Martha Webb)
- 1967 : Le Grand Chaparral (saison 1, épisode 13) (Melanie Cawthorne)
- 1967 : Brigade criminelle (saison 2, épisode 9) (Ellen Vincent)
- 1967 : Le Cheval de fer (saison 1, épisode 29) (Helen)
- 1967 : Le Frelon vert (saison 1, épisode 22) (Hazel Schmidt/Vina Rose)
- 1967 : Annie, agent très spécial (saison 1, épisode 19) (Princesse Rapunzel)
- 1965 : Le Jeune Docteur Kildare (saison 5 : Lydia McGuire)
- 1964 : Ne m'envoyez pas de fleurs, téléfilm (Linda)
- 1963 : Le Virginien (saison 1, épisode 17) (Alice Finley)
- 1962 : Route 66 (saison 2, épisode 20) (Terry Prentiss)
- 1962 : Sammy, the Way-Out Seal (Helen Loomis)
- 1960 : Thriller
- 1960, 1961 et 1963 : Perry Mason (saison 3 épisode 12 : Janice Atkins ; saison 4 épisode 27 : Dorine Hopkins ; saison 6 épisode 22 : Eva Belter)
- 1960 et 1963 : Rawhide (saison 2 épisode 22 : Susan Parker ; saison 5 épisode 21 : Abigail)
- 1960 et 1963 : La Quatrième Dimension (saison 1, épisode 31 :Leila ; Saison 4 épisode 12 : Ann)
- 1959-1960 : L'Homme à la carabine (saison 1, épisodes 30 et 32 : Adèle Adams ; saison 2, épisode 24 : Laurie Hadley)
- 1959 : Laramie (saison 1, épisode 5) (Evie)
- 1958, 1960 et 1970 :  Gunsmoke (saison 3 épisode 24 : Belle ; saison 6 épisode 5 : Laura ; saison 15 épisode 20 : Kate Schiller)